# Alluaudomyia fragilicornis
Alluaudomyia fragilicornis är en tvåvingeart som beskrevs av Clastrier 1958. Alluaudomyia fragilicornis ingår i släktet Alluaudomyia och familjen svidknott. Inga underarter finns listade i Catalogue of Life.